# One West Waikiki
One West Waikiki – amerykański serial kryminalny CBS, zrealizowany w 1994 r. z Cheryl Ladd, której popularność przyniosła rola jednego z „aniołków” w serialu Aniołki Charliego.

## Treść
Doktor Dawn Holliday (Cheryl Ladd) zwana przez przyjaciół „Holli” ma dość pracy w wydziale medycyny sądowej w Los Angeles. W samą porę otrzymuje zaproszenie na Hawaje, gdzie mogłaby podpisać kontrakt na nową pracę. Jest to również szansa na odświeżenie romansu z oficerem marynarki wojennej Tomem Haberem. Idylla kończy się jednak, a Tom uwikłany zostaje w poważną aferę szpiegowską. Wraz z detektywem Mackiem Wolfem (Richard Burgi) usiłuje on wyjaśnić zagadkę niebezpiecznej organizacji kobiecej. Tom powoli rozwikłuje tę tajemnicę i zostaje podstępnie zamordowany. „Holli” przyjmuje pracę w instytucie medycyny sądowej na Hawajach. Jej wysokie umiejętności zawodowe przyczynić się mogą do rozwikłania zagadek związanych z serią tajemniczych morderstw.

## Obsada
- Cheryl Ladd jako dr Dawn Holliday (wszystkie 21 odcinków)[1]
- Richard Burgi jako detektyw Mack Wolfe (21)
- Kayla Blake jako Nui Shaw (20)
- Ogie Zulueta jako Kimo (19)
- Paul Gleason jako kpt. Herzog (19)
- Nephi Hannemann jako on sam (7)
- Rebecca Staab jako Rebecca Dunn (3)
- Caron Aquino jako Celia/Meg (3)
- Laiseni Auelua jako Gunsel (3)
- Julia Nickson jako Laura Greystone (2)
- Jordan Charney jako dr Howard Braniff (2)
- Gwynyth Walsh jako Joan Williams (2)
- Will Jeffries jako Tom Price (2)
- Nicola Brighty jako Victoria (2)
- Hank Cheyne jako Kona (2)
- Hans Saito jako George (2)
- Natalie Duggan jako Lori (2)
- Rebecca Ruth jako urzędnik (2)
- Tommy Fujiwara jako Walter Chin (2)
- Laura Grayson jako policjant Matron (2)
- Amanda Cizek jako Dorothy (2)
- Teri Okita jako Paula Ling (2)
- Kehaunani Hunt jako Claudia (2)
- Tyler Jane jako Valerie (2)